# 沙夫罗什
沙夫罗什（法語：Chavroches，法語發音：[ʃavʁɔʃ]）是法国阿列省的一个市镇，位于该省东部，属于维希区。

## 地理
沙夫罗什（46°21'16"N, 3°35'14"E）面积9.95 平方千米，位于法国奥弗涅-罗讷-阿尔卑斯大区阿列省，该省份为法国中部省份，北起涅夫勒省、西北接谢尔省，西南至克勒兹省，南至多姆山省，东南临卢瓦尔省，东临索恩-卢瓦尔省。
与沙夫罗什接壤的市镇（或旧市镇、城区）包括：沙泰尔佩龙、桑德雷、贝布尔河畔雅利尼、索尔比耶、特雷托、特雷泽勒。

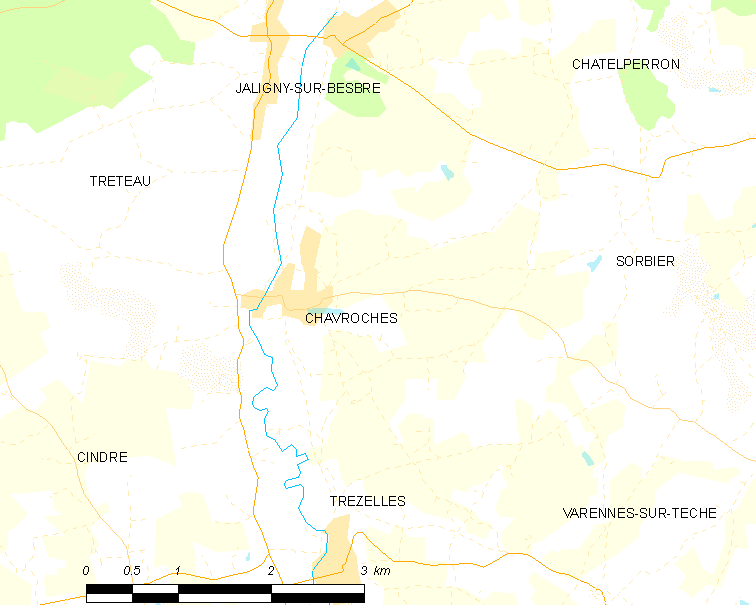
沙夫罗什的OSM定位图

沙夫罗什的时区为UTC+01:00、UTC+02:00（夏令时）。

## 行政
沙夫罗什的邮政编码为03220，INSEE市镇编码为03071。

## 政治
沙夫罗什所属的省级选区为穆兰第二县。

## 人口

1962-2008年间沙夫罗什人口变化图示

沙夫罗什于2022年1月1日时的人口数量为262人。